# 魷魚遊戲：真人挑戰賽
《魷魚遊戲：真人挑戰賽》（英語：Squid Game: The Challenge）是一部英國真人實境电视连续剧，改編自韓國電視劇《魷魚遊戲》。該節目有456名參賽者（實境節目史上第二大的參賽陣容）爭奪456萬美元的獎金，這是實境節目史上第二高的單筆獎金。
該Netflix原創節目由獨立電視製作公司Studio Lambert和ITV工作室共同製作，Studio Lambert負責在英國的實地製作。該節目的前五集於2023年11月22日在Netflix全球同步播出。第6集至第9集於11月29日釋出，而第10集（最終回）於12月6日播出。
該節目在上線後的前兩週登上Netflix英語節目排行榜的第一名。首週觀看次數達到2050萬，第二週為1140萬，第三週為660萬，前三週的總觀看時數超過2.24億小時。2023年12月6日，在第一季最終回播出前，Netflix宣布續訂第二季。

## 劇集
前五集於2023年11月22日發布。第6至第9集於11月29日釋出，而第10集（最終回）則於12月6日發布。

## 製作
2022年6月，Netflix宣布預訂該節目系列。

### 選角
該系列的於2022年6月開放報名，並發布了宣傳影片至YouTube。Netflix尋求來自全球的參賽者，但要求參賽者必須能講英語。該串流平台於2022年9月發布了最終選角通知，約有81,000人報名參加選角。
該系列擁有456名真實參賽者，聲稱擁有實境節目史上最大的參賽陣容。多數參賽者來自美國，年齡大約在20多歲，且大多為男性。

### 拍攝
2023年1月該劇於英國的兩個工作室開始進行拍攝，分別位於貝德福德的卡丁頓工作室和倫敦巴金的六个巨型摄影棚。
有報導指出，救護車曾被叫到現場處理在拍攝過程中發生的真實傷害。一些參賽者在接受訪問時表示，一二三木頭人實際上持續了7小時，期間參賽者需保持相同姿勢長達30分鐘。Netflix否認了有關報導的嚴重性，表示受傷的情況只是輕微的醫療問題，並強調他們非常重視演員和工作人員的健康與安全。當地的救護服務部門也表示並未被叫到片場。英國健康與安全局在收到這些投訴後對該製作進行了評估，並未發現任何可行的問題。兩名未具名的參賽者聲稱在拍攝過程中患上了失溫症並威脅要起訴Netflix。

### 遊戲公平性與條件
《魷魚遊戲：真人挑戰賽》的四名參賽者聲稱該節目「存在作弊行為」，並表示拍攝條件非常惡劣。例如，在一二三木頭人中，參賽者被迫在沒有加熱的機庫中待了超過九個小時，而醫護人員則照顧那些無法忍受低溫的參賽者。此外，還有參賽者在這個遊戲中成功抵達終點，但仍然被淘汰。一名參賽者還聲稱曾看到另一名被淘汰的參賽者，卻仍然能夠重新加入遊戲。

## 收視人數
在發布週（2023年11月20日至26日），《魷魚遊戲：真人挑戰賽》成為Netflix全球最受歡迎的節目，總觀看時數達8570萬小時。該節目當週在74個國家排名第一，包括美國和英國，並在另外19個國家進入前十名。
該系列在第二週（2023年11月27日至12月3日）繼續保持全球Netflix第一名，總觀看次數為1140萬，觀看時數達8500萬小時。在該周，節目在91個國家的電視類別中進入前十名。此外，該實境競賽節目也促使原劇《魷魚遊戲》回升至非英語電視榜單第七名，當週觀看人次達150萬。
在發布後的第三週，《魷魚遊戲：真人挑戰賽》全球排名第三，新增660萬次觀看，觀看時數達5410萬小時。

## 評價
該節目獲得了來自評論家和觀眾褒貶不一的評價。在爛番茄上，該系列根據44條評論的統計，獲得了45%的認可度，平均評分為5.8/10。該網站的評論共識寫道：「《真人挑戰賽》憑藉《魷魚遊戲》中的設置創意，能夠成為一部令人上癮的追劇，但對原劇中尖銳的諷刺進行直白呈現，使得這部衍生劇帶有缺乏靈魂的後味。」在Metacritic上，根據對該節目22條評論，獲得了52分（滿分100分）的加權平均分，顯示為“「褒貶不一或一般的評價」。
瑞恩·史密斯 (Ryan Smith) 在《新闻周刊》寫道：「Netflix這部激動人心的韓國劇集衍生實境節目不僅成功，甚至在將本世紀最引人入勝的電視競賽之一帶到銀幕上時取得了勝利」。 在《金融时报》上，宣稱「這部Netflix熱播劇集成為了一個無法抗拒的實境秀」，而《广播时报》則表示：「《魷魚遊戲：真人挑戰賽》不僅達到了原作的水準，還因為加入了新轉折、挑戰和現實獎金，讓它比原作更加緊張刺激」。在Vulture上，Nicholas Quah表示：「《魷魚遊戲：真人挑戰賽》不僅是一部極好的實境電視節目，還意外地成功地改編了原本的韓劇。這檔遊戲秀利用現代實境電視的語言，在其奇異的方式中實現了董赫的資本主義寓言。」Quah總結道：「《魷魚遊戲：真人挑戰賽》不僅是一個好的實境秀，它還是一個道德正義的實境秀。」 在《衛報》撰文的評論家Rebecca Nicholson則表示：「Netflix劇集的現實版是一場宏大、上癮的奇觀，會讓你在第一集結束前對著電視大聲喊叫。」
一些評論家則認為，這部未經編劇的版本未能抓住原劇的核心意義。《好萊塢報導》稱其為「對品牌的延伸，根本誤解了該品牌最初所代表的含義」，並繼續寫道：「你可以將反資本主義從《魷魚遊戲》中去除，但資本主義總會找到重新抬頭的方式。」在《每日电讯报》上，贾斯珀·里斯表示：「這部現實改編劇並未失去原劇中的張力或懸念”，並繼續寫道：“我…迫不及待想知道最後一位由金錢驅動的倖存者會有多殘酷。」 Collider的Chase Hutchinson認為該節目「厚顏無恥且機會主義」，並總結道：「如果資本主義的腐敗力量能夠變成一具蹣跚的電視屍體，那它就像《魷魚遊戲：真人挑戰賽》。」 

## 外部連結
- 在Netflix上觀看《魷魚遊戲：真人挑戰賽》
- 在Netflix上觀看《魷魚遊戲：真人挑戰賽：製作特輯》
- 互联网电影数据库（IMDb）上《鱿鱼游戏：真人挑战赛 第一季》的资料（英文）
- 豆瓣电影上《鱿鱼游戏：真人挑战赛 第一季》的資料 （简体中文）
- 互联网电影数据库（IMDb）上《鱿鱼游戏：真人挑战赛 第二季》的资料（英文）
- 豆瓣电影上《鱿鱼游戏：真人挑战赛 第二季》的資料 （简体中文）